# Porte Malbousquet
La porte Malbousquet est un édifice situé dans la ville de Toulon, dans la Provence-Alpes-Côte d'Azur dans le Var.

## Histoire
La porte est construite en 1870.
La porte, y compris les corps de garde, la courtine et les deux bastions sont inscrits au titre des monuments historiques par arrêté du 19 septembre 1989.